# Шпионская фантастика
Шпио́нская фанта́стика — поджанр шпионской литературы и кинематографа, включающий элементы научной фантастики. Часто ассоциируется с периодом противостояния Запада и Востока времён «холодной войны». К особенностям шпионской фантастики относится использование персонажами информационных технологий и гаджетов, намного превосходящих современную научную реальность.

## Определение и характеристики
Шпионскую фантастику можно определить как произведение литературы, кинематографа или видеоигру, действие которого происходит в будущем или в параллельном мире, а сюжет сосредотачивается вокруг приключений главного героя (или главных героев), выступающих в роли секретного агента: разведчика, контрразведчика, специалиста по борьбе с терроризмом. Обычно эти приключения вращаются вокруг противостояния сверхдержав или с борьбой против личности или организации, претендующих на мировое господство или желающих уничтожить мир. Персонажи шпионской фантастики обычно используют футуристическое оружие и гаджеты. Особенностью шпионской фантастики является то, что часто авторы больше внимания уделяют не операциям и повседневной жизни спецслужб и спецагентов, а их высокотехнологическому оборудованию, всемогуществу тайных организаций, обладающих почти безграничными правами и ресурсами, и невероятным приключениям.
Главный герой шпионской фантастики часто противостоит безумному учёному или злому гению, либо некой секретной организации, которые используют футуристические технологии для достижения своих целей. Примерами могут служить серия фильмов про Джеймса Бонда, использование передовых научных технологий для глобального влияния или господства в романах серии «Баронесса», технологии космических путешествий для уничтожения мира, как в пародии на «Бондиану» «Если все женщины в мире…», контроль погоды в ещё одной пародии на Джеймса Бонда «Наш человек Флинт», звукового оружия в картине «Дик Бартон наносит ответный удар», «лучей смерти» в «Дик Бартон в заливе» или замена мировых лидеров «злыми близнецами» в «Двойнике Флинта».

## Примеры

### Кино и телевидение
- «Шпионка»
- «Спецагент Арчер»
- серия про Остина Пауэрса[10]
- «Мстители» (TV series)[11]
- «Капитан Скарлет»
- «Чемпионы[англ.]»
- «Чак»
- «Агент «Стрекоза»[англ.]»
- «Департамент С[англ.]»
- серия про Дерека Флинта[англ.]
- серия про Дика Бартона[англ.]
- «Пятое измерение»
- «Без лица»[12]
- Добро против Зла[англ.]»
- «Напряги извилины»
- «Девушки против А.Н.К.Л.[англ.]»
- фильмы про Джеймса Бонда[13]
- «Джонни Квест»
- «Ким Пять-с-плюсом»
- «Kingsman: Секретная служба»
- «Если все женщины в мире…[англ.]»
- «Лицензия на убийство[англ.]»
- «Секретные агенты»
- «Мужчины против А.Н.К.Л.[англ.]»
- серия про Мэтта Хелма[англ.]
- «Модести Блейз»
- «Заключённый» (1967)
- «Секретный агент Мен»
- Секретная служба[англ.] (фильм, 1919)
- Секретная служба[англ.] (фильм, 1931)
- Секретная служба[англ.] (сериал, США, 1990)
- Секретная служба[англ.] (сериал, Великобритания, 1969)
- «Дети шпионов»
- «Турбопёс»
- «Абсолютные шпионки»
- «Смокинг»

### Игры
- Alpha Protocol
- Club Penguin: Elite Penguin Force
- Deus Ex
- Global Agenda[14]
- Metal Gear Solid
- The Operative: No One Lives Forever
- Perfect Dark
- Silent Storm
- Spy Fox
- Spycraft[англ.]
- Syphon Filter
- Time Crisis[англ.]
- Top Secret/S.I. edition[англ.]

### Аниме
- «009-1»
- «Агент Наджика»